# T Pictoris
T Pictoris är en pulserande variabel av Mira Ceti-typ (M) i stjärnbilden Målaren.
Stjärnan varierar mellan visuell magnitud +7,9 och 14,4 med en period av 202 dygn.